# Holoenzyme
Le terme holoenzyme (ou plus rarement hétéroenzyme), du grec holos, entier, est l'assemblage du cofacteur (qui peut être un ion métallique, un agrégat atomique ou une molécule organique) et d'une ou plusieurs chaînes protéiques, formant ainsi une enzyme complète et active. L'holoenzyme est donc le complexe enzymatique catalytiquement activé par ses cofacteurs. La partie protéique de l'enzyme est alors nommée apoenzyme et la partie non protéique coenzyme. C'est le cas par exemple de la trypsine dont la forme inactive est le trypsinogène, son activation se fait par l'entérokinase.
Le terme holoenzyme peut aussi être donné lorsqu'il s'agit d'enzymes comportant plusieurs sous-unités protéiques, comme c'est le cas pour l'ADN polymérase ou l'ARN polymérase, dont certaines ne s'assemblent qu'à une étape donnée du processus. Ce terme ne sera employé que lorsque toutes les sous-unités du complexe seront présentes, par exemple au moment du démarrage de la polymérisation pour les polymérases.